# Saga des sorcières
 (mai 2012).
Si vous disposez d'ouvrages ou d'articles de référence ou si vous connaissez des sites web de qualité traitant du thème abordé ici, merci de compléter l'article en donnant les références utiles à sa vérifiabilité et en les liant à la section « Notes et références ».
La Saga des sorcières (Lives of the Mayfair Witches) est une saga familiale de l'écrivaine américaine Anne Rice qui relate les aventures d'une famille de sorcières au fil des générations et de son esprit Lasher, lié à elle depuis le XVe siècle.
En 2020, AMC acquiert les droits d'adaptation ainsi que ceux de la saga Chroniques des vampires. La série intitulée Mayfair Witches est prévue pour janvier 2023.

## Les livres de la série
1. Le Lien maléfique, (The Witching Hour, 1990).
2. L'Heure des sorcières, (Lasher, 1993).
3. Taltos, (Taltos, 1994).

### Livres liés avec lesChroniques des vampires
1. Merrick, (Merrick, 2000).
2. Le Sang et l'Or, ((Blood and Gold, 2001).
3. Le Domaine Blackwood, (Blackwood Farm, 2002).
4. Cantique sanglant, (Blood Canticle, 2003, suite du précédent roman).

## L'histoire
L'histoire se passe principalement à La Nouvelle-Orléans, dans le quartier du Garden District dans la maison familiale de First Street.
Le premier tome, Le Lien maléfique, nous présente la chronologie de la famille Mayfair dans des chapitres intercalés avec l'histoire contemporaine de Rowan Mayfair qui découvre sa famille et tous ses secrets.
Le deuxième tome, L'Heure des sorcières, a pour titre Lasher dans sa version originale. Il décrit la montée en puissance de l'esprit incarné dans le corps de l'enfant de Rowan Mayfair et Michael Curry. On y apprend aussi les origines de Lasher.
Le troisième tome, Taltos, introduit un nouveau personnage : Monsieur Ash. C'est à travers ses discussions avec Michael Curry que nous apprendrons l'histoire des Taltos.

## L'esprit et l'héritage Mayfair
L'esprit nommé Lasher est personnifié sous les traits d'un homme grand, brun et beau. Il apparaît pour la première fois à Donnelaith en Écosse, invoqué par Suzanne Mayfair qui le convoque grâce à un livre de démonologie.
Bien que l'histoire chronologique des sorcières Mayfair débute avec Deborah, c'est donc sa mère, Suzanne, qui engendre la « malédiction » de Lasher au XVIIe siècle (et non au XVe, comme écrit plus haut).
Cet esprit, dont il ne faut pas prononcer le nom, apporte aux élues Mayfair la beauté et la richesse et leur voue un amour sans faille. Il n'apparaît à une nouvelle sorcière que lors du décès de la mère de celle-ci, cette apparition faisant de cette enfant ou femme l'héritière de la famille.
L'héritière est désignée par le don et le port du collier d'émeraude acheté par Deborah Mayfair à Amsterdam quand elle eut appris à dominer l'esprit et sur lequel le nom de Lasher est gravé.
L'héritière doit garder son nom de Mayfair si elle se marie. Cette obligation testamentaire est obligatoire pour accéder à l'héritage ; elle apparaît avec Jeanne-Louise, qui prend le nom de sa mère, Mayfair, plutôt que de prendre le nom de son père, Fontenay.
Il y a une exception à cet héritage féminin en la personne de Julien qui voyait l'esprit. Bien que l'héritière désignée soit Katherine Mayfair (1830-1905), Julien Mayfair est plus probablement l'héritier réel, il est plus puissant que sa sœur et est celui qui voit Lasher à cette époque.
Lasher sert ainsi les femmes de la famille une à une, tout en apprenant et se renforçant à leur contact. Il arrive aussi qu'il les détruise indirectement, les poussant vers la folie.
Lors de la mort d'une sorcière, Lasher déclenche une violente tempête à chaque fois, comme pour marquer sa peine.
À compter de la treizième sorcière, Rowan, Lasher veut prendre vie et s'incarne dans l'enfant que Rowan conçoit avec Michael Curry.

## Les sorcières principales de la famille
Arbre généalogique de la famille Mayfair
- Suzanne Mayfair (?-1659) : elle meurt brulée vive à Donnelaith en Écosse.
- Deborah Mayfair (1652-1689) : elle achète l'émeraude Mayfair ; elle se jette du haut de la Cathédrale de Montclève.
- Charlotte Mayfair (1667-1743) : elle fuit la France sur l'ordre de sa mère et s'installe à Saint Domingue, île d'origine de son époux, Antoine Fontenay. Elle conçoit une fille avec son propre père, Petyr Van Abel, un membre du Talamasca.
- Jeanne-Louise Mayfair (1690-1771) : elle conçoit certainement une fille avec son frère jumeau Peter ; elle rédige le testament Mayfair.
- Angélique Mayfair (1725-?)
- Marie-Claudette Mayfair (1760-1831) : elle est la première sorcière à s'installer à La Nouvelle-Orléans en 1789.
- Marguerite Mayfair (1799-1891)
- Julien Mayfair (1829-1914) : il est certainement le père de Mary Beth (conçue avec Katherine) et Stella (conçue avec Mary-Beth). Il est le premier homme puissant de la famille, il n'est pas l'héritier désigné (c'est alors Katherine sa sœur) mais probablement l'héritier réel ; Lasher le sert.
- Mary Beth Mayfair (1872-1925)
- Stella Mayfair (1901-1929) : elle est assassinée par son frère Lionel. Elle est la mère d'Antha qu'elle a conçu peut être avec Lionel mais plus probablement avec Cortland, un des fils de julien.
- Antha Mayfair (1921-1941) : elle meurt par défenestration, acte suicidaire ou meurtrier. Dans Le Lien Maléfique, Carlotta, sa tante, avoue avoir été la responsable de la mort d'Antha, l'ayant presque forcée à sauter afin d'enrayer les apparitions de Lasher.
- Deirdre Mayfair (1941-1989) : désignée héritière par sa mère dès sa naissance, elle est poussée à la folie à la fois par les agissements de Lasher et ceux de sa grand-tante Carlotta.
- Rowan Mayfair (1959- ) : elle a été adoptée dès la naissance par de lointains cousins, Ellie et Graham Mayfair pour échapper à la malédiction de Lasher. Elle vit en Californie jusqu'à la mort de sa mère, dont elle ignorait tout.
- Mona Mayfair (1983-2003) : elle a été transformée en vampire.